# Tinseltown in the rain
Tinseltown in the rain is een single van de Schotse groep The Blue Nile. Het is afkomstig van hun album A walk across the rooftops uit 1983. Op 20 augustus 1984 werd het nummer op single uitgebracht. De stad (town) van klatergoud (tinsel) is in dit geval het Schotse Glasgow. De schrijver probeert liefde te vinden in een stad vol asfalt. De band had het tijdens hun start financieel niet best. Oefenen moest bij de leden thuis, vooral in de smalle woning van Paul Buchanan. Opvallend aan het nummer is de aanhoudende ritmische riff op de achtergrond. Het nummer verkocht gedurende lange tijd goed, maar net te weinig om hoog te scoren in de hitparade. Andrea Corr, van origine Ierse en een van The Corrs nam het op voor haar album Lifelines.

## Hitnoteringen
De plaat reikte (net als het album) in thuisland het Verenigd Koninkrijk amper de UK Singles Chart, met een 87e positie was het succes bescheiden.
In Nederland werd de plaat veel gedraaid op Hilversum 3 en sloeg wél aan in de destijds drie hitlijsten op de nationale publieke popzender. Het was de enige hit van de band in Nederland en bereikte de 28e positie in de Nederlandse Top 40, de 29e positie in de Nationale Hitparade en piekte op de 25e positie in de TROS Top 50. In de Europese hitlijst op Hilversum 3, de TROS Europarade, werd géén notering behaald.
In België werd géén notering behaald in de beide Vlaamse hitlijsten en de Waalse hitlijst.

### Nederlandse Top 40
| Positie: | 37 | 28 | 28 | 38 | uit |

### Nationale Hitparade
| Positie: | 40 | 41 | 29 | 36 | 50 | uit |

### TROS Top 50
Hitnotering: 11-10-1984 t/m 01-11-1984. Hoogste notering: #25 (1 week).

### NPO Radio 2 Top 2000
| Nummer met noteringen in de NPO Radio 2 Top 2000 | '02  | '03 | '04 | '05 | '06 | '07 | '08 | '09 | '10 | '11 | '12 | '13 | '14 | '15 | '16 | '17 | '18 | '19 | '20 | '21 | '22 | '23 | '24 |
| ------------------------------------------------ | ---- | --- | --- | --- | --- | --- | --- | --- | --- | --- | --- | --- | --- | --- | --- | --- | --- | --- | --- | --- | --- | --- | --- |
| Tinseltown in the rain                           | 1247 | 445 | 532 | 459 | 567 | 537 | 552 | 816 | 879 | 887 | 749 | 759 | 548 | 626 | 633 | 595 | 871 | 752 | 774 | 840 | 866 | 888 | 909 |

1. ↑  Een vetgedrukt getal geeft de hoogste notering aan.
2. ↑  2002 was het eerste jaar met een notering voor dit nummer.